# Wereldkampioenschap voetbal 2014 (Groep B) Chili - Australië
Dit artikel gaat over de wedstrijd in de groepsfase in groep B tussen Chili en Australië die gespeeld werd op vrijdag 13 juni 2014 tijdens het wereldkampioenschap voetbal 2014. Het was het vierde duel van het toernooi, één dag na de openingswedstrijd. Op dezelfde dag werden de wedstrijden Mexico – Kameroen en Spanje – Nederland gespeeld.

## Voorafgaand aan de wedstrijd
- Chili staat bij aanvang van het toernooi op de veertiende plaats van de FIFA-wereldranglijst. Gedurende het jaar 2014 heeft het land constant rond deze positie op de ranglijst gestaan. Na het vorige wereldkampioenschap kende Chili een  vaste notering in de top 20 van de lijst, met tweemaal een sterke daling richting de dertigste positie. In maart 2014 passeerde het Chileens elftal groepsgenoot Nederland.[1]
- Australië bekleedde bij aanvang van het toernooi de tweeënzestigste plaats op de FIFA-wereldranglijst. Sinds het voorgaande wereldkampioenschap maakte het land een vrijwel continue daling op de ranglijst. In december 2010 stond Australië op de zesentwintigste plek, exact drie jaar later bezette het de 58e positie. Sinds 2003 stond Australië niet meer zo laag genoteerd als in juni.[2]
- De confrontatie tussen de nationale elftallen van Australië en Chili vond viermaal eerder plaats. Van deze wedstrijden wist Chili er drie te winnen en eindigde één in een gelijkspel. In de onderlinge ontmoetingen wist Chili zesmaal te scoren en kwam Australië tot één doelpunt.[3]

## Wedstrijdgegevens
| Datum                | 13 juni 2014                           | 13 juni 2014                           |
| Wedstrijdnummer      | 4                                      | 4                                      |
| Stadion              | Arena Pantanal, Cuiabá                 | Arena Pantanal, Cuiabá                 |
| Toeschouwers         | 40.275                                 | 40.275                                 |
| Scheidsrechter       | Noumandiez Doué                        | Noumandiez Doué                        |
| Assistenten          | Songuifolo Yeo Jean-Claude Birumushahu | Songuifolo Yeo Jean-Claude Birumushahu |
| Vierde official      | Roberto Moreno                         | Roberto Moreno                         |
| Man van de wedstrijd | Alexis Sánchez                         | Alexis Sánchez                         |
|                      | Chili                                  | Australië                              |
| Doelpunten           | 3                                      | 1                                      |
| Gele kaarten         | 1                                      | 3                                      |
| Rode kaarten         | 0                                      | 0                                      |
| Wissels              | 3                                      | 3                                      |
| Schoten op doel      | 9                                      | 6                                      |
| Schoten naast doel   | 2                                      | 7                                      |
| Overtredingen        | 9                                      | 18                                     |
| Hoekschoppen         | 3                                      | 1                                      |
| Buitenspel           | 1                                      | 1                                      |
| Balbezit (tijd)      | 38                                     | 23                                     |
| Balbezit (%)         | 62                                     | 38                                     |

| Chili | 3 – 1           | Australië |
| Alexis Sánchez (Eduardo Vargas) 12' Jorge Valdivia (Alexis Sánchez) 14' Jean Beausejour 90+2'                                                                        | goals (assists) | 35' Tim Cahill (Ivan Franjić) |
| Jorge Sampaoli | bondscoach      | Ange Postecoglou |
| Claudio Bravo Mauricio Isla Gary Medel Gonzalo Jara Eugenio Mena Charles Aránguiz Marcelo Díaz Arturo Vidal 60' Alexis Sánchez Jorge Valdivia 68' Eduardo Vargas 88' | opstellingen    | Mathew Ryan 49' Ivan Franjić Alex Wilkinson Matthew Špiranović Jason Davidson Mile Jedinak Mark Milligan Mathew Leckie 78' Mark Bresciano 68' Tommy Oar Tim Cahill |
| Felipe Gutiérrez 60' Jean Beausejour 68' Mauricio Pinilla 88' | wissels         | 49' Ryan McGowan 68' Ben Halloran 78' James Troisi |
| Charles Aránguiz 86' | gele kaarten    | 44' Tim Cahill 58' Mile Jedinak 67' Mark Milligan |
| | rode kaarten    | |

## Wedstrijden
| Groepswedstrijden      |                       |                         |                       |                         |                        |                        |                         |
| Groep A                | Groep B               | Groep C                 | Groep D               | Groep E                 | Groep F                | Groep G                | Groep H                 |
| Brazilië – Kroatië     | Spanje – Nederland    | Colombia - Griekenland  | Uruguay – Costa Rica  | Zwitserland – Ecuador   | Argentinië – Bosnië    | Duitsland – Portugal   | België – Algerije       |
| Mexico – Kameroen      | Chili – Australië     | Ivoorkust – Japan       | Engeland – Italië     | Frankrijk – Honduras    | Iran – Nigeria         | Ghana – U.S.A.         | Rusland – Zuid-Korea    |
| Kameroen – Kroatië     | Australië – Nederland | Japan – Griekenland     | Italië – Costa Rica   | Honduras – Ecuador      | Nigeria – Bosnië       | U.S.A. – Portugal      | Zuid-Korea – Algerije   |
| Brazilië – Mexico      | Spanje – Chili        | Colombia – Ivoorkust    | Uruguay – Engeland    | Zwitserland – Frankrijk | Argentinië – Iran      | Duitsland – Ghana      | België – Rusland        |
| Kameroen – Brazilië    | Australië – Spanje    | Japan – Colombia        | Italië – Uruguay      | Honduras – Zwitserland  | Nigeria – Argentinië   | U.S.A. – Duitsland     | Zuid-Korea – België     |
| Kroatië – Mexico       | Nederland – Chili     | Griekenland – Ivoorkust | Costa Rica – Engeland | Ecuador – Frankrijk     | Bosnië – Iran          | Portugal – Ghana       | Algerije – Rusland      |
| Achtste finales        |                       |                         |                       |                         |                        |                        |                         |
| Brazilië Chili         | Colombia Uruguay      | Frankrijk Nigeria       | Duitsland Algerije    | Nederland Mexico        | Costa Rica Griekenland | Argentinië Zwitserland | België Verenigde Staten |
| Kwartfinales           |                       |                         |                       |                         |                        |                        |                         |
| Brazilië – Colombia    | Brazilië – Colombia   | Frankrijk – Duitsland   | Frankrijk – Duitsland | Nederland – Costa Rica  | Nederland – Costa Rica | Argentinië – België    | Argentinië – België     |
| Halve finales          |                       |                         |                       |                         |                        |                        |                         |
| Brazilië – Duitsland   | Brazilië – Duitsland  | Brazilië – Duitsland    | Brazilië – Duitsland  | Nederland – Argentinië  | Nederland – Argentinië | Nederland – Argentinië | Nederland – Argentinië  |
| Troostfinale           |                       |                         |                       |                         |                        |                        |                         |
| Brazilië – Nederland   |                       |                         |                       |                         |                        |                        |                         |
| Finale                 |                       |                         |                       |                         |                        |                        |                         |
| Duitsland – Argentinië |                       |                         |                       |                         |                        |                        |                         |

FFCh · A-internationals · Selecties · Bondscoaches · Chileens vrouwenelftal · Olympisch elftal · Chili U21 · Chili U20 · Chili U19 · Chili U18 · Chili U17
1910 – 1919 ·
1920 – 1929 ·
1930 – 1939 ·
1940 – 1949 ·
1950 – 1959 ·
1960 – 1969 ·
1970 – 1979 ·
1980 – 1989 ·
1990 – 1999 ·
2000 – 2009 ·
2010 – 2019 ·
2020 – 2029
WK 1930 · 
WK 1950 · 
WK 1962 · 
WK 1966 · 
WK 1974 · 
WK 1982 · 
WK 1998 · 
WK 2010 · 
WK 2014
OS 1928 · 
OS 1952 · 
OS 1984 · 
OS 2000
1910 · 
1911 · 1912 · 
1913 · 
1914 · 1915 · 
1916 · 
1917 · 
1918 · 
1919 · 
1920 · 
1921 · 
1922 · 
1923 · 
1924 · 
1925 · 
1926 · 
1927 · 
1928 · 
1929 · 
1930 · 
1931 · 1932 · 1933 · 1934 · 
1935 · 
1936 · 
1937 · 
1938 · 
1939 · 
1940 · 
1941 · 
1942 · 
1943 · 1944 · 
1945 · 
1946 · 
1947 · 
1948 · 
1949 · 
1950 · 
1951 · 
1952 · 
1953 · 
1954 · 
1955 · 
1956 · 
1957 · 
1958 · 
1959 · 
1960 · 
1961 · 
1962 · 
1963 · 
1964 · 
1965 · 
1966 · 
1967 · 
1968 · 
1969 · 
1970 · 
1971 · 
1972 · 
1973 · 
1974 · 
1975 · 
1976 · 
1977 · 
1978 · 
1979 · 
1980 · 
1981 · 
1982 · 
1983 · 
1984 · 
1985 · 
1986 · 
1987 · 
1988 · 
1989 · 
1990 ·
1991 · 
1992 · 
1993 · 
1994 · 
1995 · 
1996 · 
1997 · 
1998 · 
1999 · 
2000 · 
2001 · 
2002 · 
2003 · 
2004 · 
2005 · 
2006 · 
2007 · 
2008 · 
2009 · 
2010 · 
2011 · 
2012 · 
2013 · 
2014 · 
2015 · 
2016 ·
2017 ·
2018 ·
2019 ·
2020 ·
2021 ·
2022 ·
2023 ·
2024
Albanië ·
Algerije ·
Argentinië ·
Armenië ·
Australië ·
België ·
Bolivia ·
Bosnie en Herzegovina ·
Brazilië ·
Bulgarije ·
Burkina Faso ·
Canada ·
China ·
Colombia ·
Costa Rica ·
Cuba ·
DDR ·
Denemarken ·
Dominicaanse Republiek ·
Duitsland ·
Ecuador ·
Egypte ·
El Salvador · 
Engeland ·
Estland ·
Finland ·
Frankrijk ·
Ghana · 
Griekenland ·
Guatemala ·
Guinee ·
Haïti ·
Honduras ·
Hongarije ·
Ierland ·
IJsland ·
Irak ·
Iran ·
Israël ·
Italië ·
Ivoorkust ·
Jamaica ·
Japan ·
Joegoslavië ·
Kameroen ·
Kroatië ·
Litouwen ·
Marokko ·
Mexico ·
Nederland ·
Nieuw-Zeeland · 
Noord-Ierland ·
Noord-Korea ·
Oekraïne · 
Oman · 
Oostenrijk ·
Palestina ·
Panama · 
Paraguay ·
Peru ·
Polen ·
Portugal · 
Qatar ·
Roemenië · 
Rusland ·
Saoedi-Arabië ·
Schotland ·
Senegal ·
Servië ·
Slowakije ·
Sovjet-Unie ·
Spanje ·
Togo ·
Trinidad en Tobago ·  
Tsjecho-Slowakije ·
Tunesië · 
Turkije · 
Uruguay ·
Venezuela ·
Verenigde Arabische Emiraten ·
Verenigde Staten ·
Wales ·
Zambia ·
Zuid-Afrika ·
Zuid-Korea ·
Zweden ·
Zwitserland
Algerije (1982) · 
Australië (2014) · 
Brazilië (2014) · 
Honduras (2010) · 
Nederland (2014) · 
Oostenrijk (1982) · 
Spanje (2010) · 
Spanje (2014) · 
West-Duitsland (1982) · 
Zwitserland (2010)
FFA · A-internationals · Selecties · Bondscoaches · Australisch vrouwenelftal · Australië U21 · Australië U20 · Australië U19 · Australië U18 · Australië U17
1920 – 1929 · 
1930 – 1939 · 
1940 – 1949 · 
1950 – 1959 · 
1960 – 1969 · 
1970 – 1979 · 
1980 – 1989 · 
1990 – 1999 · 
2000 – 2009 · 
2010 – 2019 ·
2020 − 2029
WK 1974 ·
WK 2006 ·
WK 2010 · 
WK 2014 · 
WK 2018
OS 1956 · 
OS 1988 · 
OS 1992 · 
OS 1996 · 
OS 2000 · 
OS 2004 · 
OS 2008 · 
OS 2020
1922 ·
1923 · 
1924 · 
1925–1932 ·
1933 ·
1934–1935 ·
1936 ·
1937 ·
1938 ·
1939–1946 ·
1947 · 
1948 · 
1949 ·
1950 · 
1951–1953 ·
1954 · 
1955 · 
1956 · 
1957 ·
1958 · 
1959–1964 · 
1965 · 
1966 ·
1967 ·
1968 ·
1969 · 
1970 · 
1971 ·
1972 · 
1973 · 
1974 · 
1975 · 
1976 · 
1977 · 
1978 · 
1979 · 
1980 · 
1981 · 
1982 · 
1983 · 
1984 · 
1985 · 
1986 · 
1987 · 
1988 · 
1989 · 
1990 · 
1991 · 
1992 · 
1993 · 
1994 · 
1995 · 
1996 · 
1997 · 
1998 · 
1999 · 
2000 · 
2001 · 
2002 · 
2003 · 
2004 · 
2005 · 
2006 · 
2007 · 
2008 · 
2009 · 
2010 · 
2011 · 
2012 · 
2013 ·
2014 · 
2015 · 
2016 ·
2017 ·
2018 ·
2019 ·
2020 ·
2021
Amerikaans-Samoa ·
Argentinië ·
Bahrein ·
Bangladesh ·
België ·
Brazilië ·
Bulgarije ·
Cambodja ·
Canada ·
Chili ·
China ·
Colombia ·
Cookeilanden ·
Costa Rica ·
DDR ·
Denemarken ·
Duitsland ·
Ecuador ·
Egypte ·
Engeland ·
Fiji ·
Filipijnen ·
Frankrijk ·
Ghana ·
Griekenland ·
Guam ·
Honduras ·
Hongarije ·
Hongkong ·
Ierland ·
India ·
Indonesië ·
Irak ·
Iran ·
Israël ·
Italië ·
Jamaica ·
Japan ·
Jordanië ·
Kameroen ·
Kenia ·
Kirgizië ·
Koeweit ·
Kroatië ·
Libanon ·
Liechtenstein ·
Maleisië ·
Marokko ·
Mexico ·
Nederland ·
Nepal ·
Nieuw-Caledonië ·
Nieuw-Zeeland ·
Nigeria ·
Noord-Ierland ·
Noord-Korea ·
Noord-Macedonië ·
Noorwegen ·
Oezbekistan ·
Oman ·
Palestina ·
Papoea-Nieuw-Guinea ·
Paraguay ·
Peru ·
Polen ·
Qatar ·
Roemenië ·
Salomonseilanden ·
Samoa ·
Saoedi-Arabië ·
Schotland ·
Servië ·
Singapore ·
Slovenië ·
Slowakije ·
Spanje ·
Syrië ·
Tadzjikistan ·
Tahiti ·
Taiwan ·
Thailand ·
Tonga ·
Tsjechië ·
Tsjecho-Slowakije ·
Tunesië ·
Turkije ·
Uruguay ·
Vanuatu ·
Venezuela ·
Verenigde Arabische Emiraten ·
Verenigde Staten ·
Vietnam ·
Wales ·
Zimbabwe ·
Zuid-Afrika ·
Zuid-Korea ·
Zuid-Vietnam ·
Zweden ·
Zwitserland
Amerikaans-Samoa (2001) · 
Argentinië (2022) ·
Brazilië (1997) · 
Brazilië (2006) · 
Chili (2014) · 
Denemarken (2018) · 
Denemarken (2022) · 
Duitsland (2010) · 
Frankrijk (2018) · 
Italië (2006) · 
Japan (2006) · 
Kroatië (2006) · 
Nederland (2014) · 
Peru (2018) · 
Spanje (2014) · 
Zuid-Korea (2015, 2)